# Arcidae
Arcidae Lamarck, 1809 è una famiglia di molluschi bivalvi appartenente all'ordine Arcida.

## Tassonomia
Sono note le seguenti sottofamiglie:
- Anadarinae Reinhart, 1935
- Arcinae Lamarck, 1809
- Bathyarcinae Scarlato & Starobogatov, 1979
- Litharcinae Frizzell, 1946
- Scaphulinae Scarlato & Starobogatov, 1979